# Cephalocereus senilis
Cephalocereus senilis – gatunek z rodziny kaktusowatych (Cactaceae), zwyczajowo zwany „głową starca” lub „cereusem starczym”.  Pochodzi z meksykańskich stanów Hidalgo i Veracruz. Rośnie na wapiennych i gipsowych stokach wzgórz na wysokości od 1000 do 1500 metrów n.p.m. Jego kwiaty zapylane są głównie przez spijające nektar nietoperze takie jak: smukłonoska kaktusowego, smukłonoska dużego, wieprzoryjka meksykańskiego, czy jęzornika ryjówkowatego. 

## Morfologia

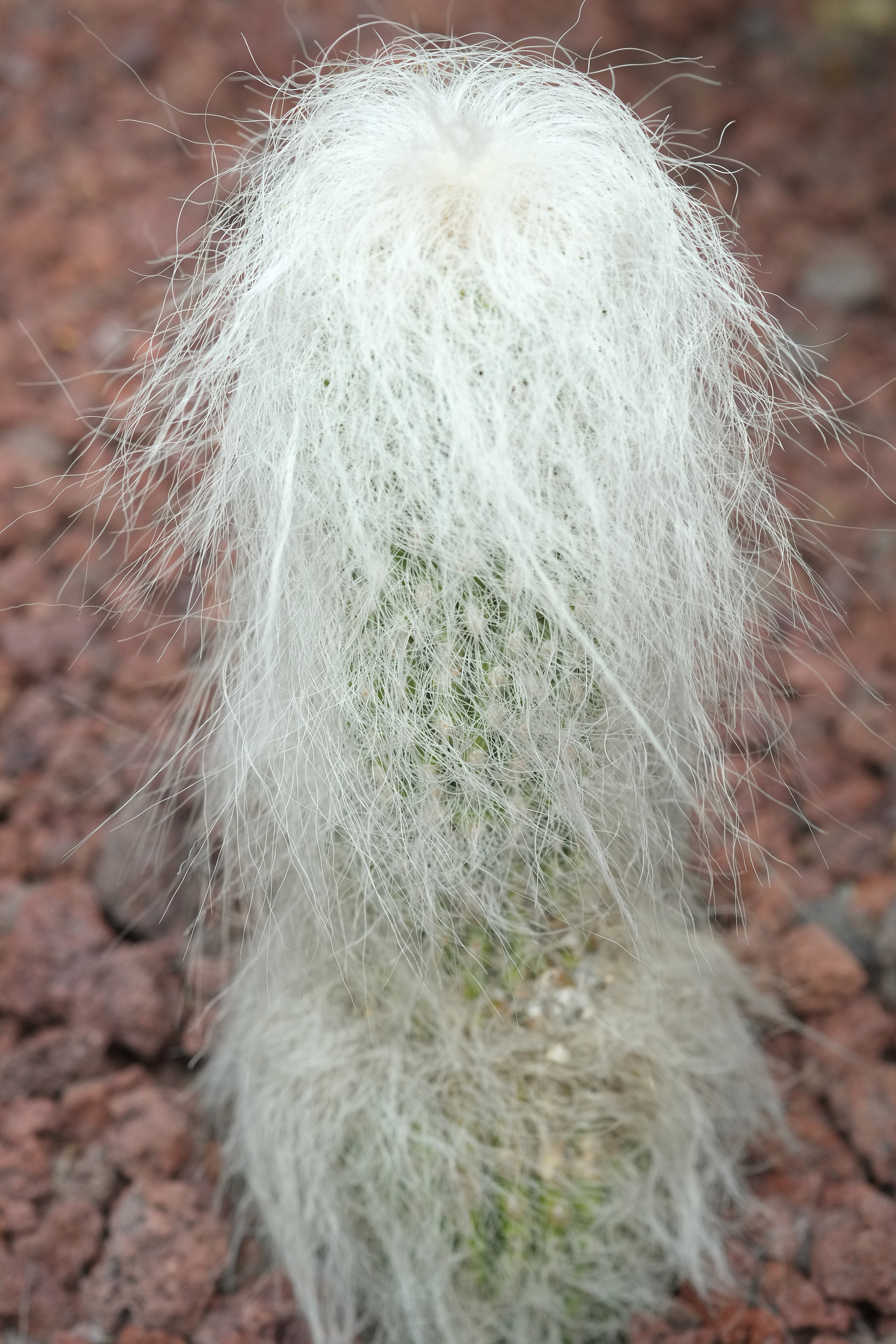
Kaktus w uprawie

PokrójW naturalnym środowisku kaktus kolumnowy osiągający do 15 m wysokości i 40 cm średnicy. W warunkach hodowlanych znacznie niższy. Roślina często rozgałęzia się w dolnej części, rzadziej w górnej, liczba pędów rzadko jest większa niż 5-6. Pędy pokryte są 12–30 niskimi i zaokrąglonymi na szczycie żebrami pokrytymi gęstymi areolami. Wyrasta z nich 1–5 cierni środkowych o długości do 2 cm i 20–30 włosowato cienkich i białych cierni bocznych, osiągających do 12 cm długości. Ciernie te w miesiącach letnich chronią przed wysokimi temperaturami, a w zimę przed niskimi.
KwiatyRoślina osiągając około 6 metrów zaczyna rozwijać z areoli pseudocefalia, które zazwyczaj otaczają szczytową część pędu. W okresie wiosennym wyrastają około pięciocentymetrowe białoworóżowe, lejkowate kwiaty, które otwierają się w nocy. Mierzą one około 9 centymetrów długości i 8 średnicy.
OwoceOwalne, różowoczerwone, pokryte żółtymi włoskami. Osiągają od 2,5 do 3 cm długości.

## Nazewnictwo
Nazwa stanowi kombinację greckiego słowa kephalē = „głowa” i nazwy rodzaju Cereus oraz pochodzącego z łaciny słowa senilis = „starczy”. Nazwę zawdzięcza charakterystycznym szarobiałym cierniom przypominającym włosy starca.

## Zastosowanie
Roślina wykorzystywana jest jako roślina ozdobna, zwykle doniczkowa. Wymaga silnego nasłonecznienia, podłoża podstawowego dla sukulentów z dodatkiem węglanu wapnia. Toleruje spadki temperatur do 13 °C. Zimą wymaga suszy.